# Acacia jensenii
Acacia jensenii är en ärtväxtart som beskrevs av Joseph Henry Maiden. Acacia jensenii ingår i släktet akacior, och familjen ärtväxter. Inga underarter finns listade i Catalogue of Life.